# Histoire des Juifs à Kairouan
L'histoire des Juifs à Kairouan commence avec la fondation de la ville de Kairouan par le général omeyyade Oqba Ibn Nafi al-Fihri, en 670, et s'achève en 1270, avec leur expulsion par les Almohades.
Kairouan est, au cours de cet intervalle, l'un des centres de savoir les plus influents du monde juif, rivalisant avec les académies talmudiques en Babylonie et celles de la terre d'Israël.

## De la fondation de Kairouan auXIesiècle
Dès sa fondation, la ville de Kairouan, qui avait été conçue comme un camp fortifié, devient la ville la plus populeuse et prospère de Tunisie, en dehors de Tunis. Des Juifs d'Arabie, d'Égypte et de Cyrénaïque y affluent rapidement, confirmant les récits d'historiens arabes qui affirment que le calife omeyyade Abd Al-Malik demanda à son frère, Abd al-Aziz, gouverneur d'Égypte, d'envoyer 1 000 familles coptes ou juives pour s'y installer. Ils sont bientôt rejoints, à la fin du VIIe siècle, par une seconde vague d'immigrants, alors que le territoire est sous la direction d'Hassan Ibn Numan, le vainqueur de la Kahena.
Dans la période suivante, les Juifs de Kairouan, ainsi que ceux du reste du Maghreb, subissent l'oppression du gouverneur Abu Jafar, et le fanatisme d'Idris Ier qui vient de l'emporter sur son rival Al-Mahdi. Selon une tradition, Idris a été empoisonné par son médecin particulier, à l'instigation d'Hâroun ar-Rachîd, fils d'Al-Mahdi. Ce médecin, qui a pour nom Shamma, est supposé avoir été un Juif. Les Juifs, qui avaient perdu toute influence politique sous le règne d'Idris Ier, s'étaient installés dans les grandes villes, dont Kairouan, et adonnés au commerce. Ils ne semblent pas avoir connu d'événement notable sous le règne des Aghlabides, dont la dynastie est fondée en 800, ni sous les Fatimides qui prennent le pouvoir en 909. En 972, la province d'Ifriqiya, dirigée par la tribu berbère des Zirides, vassale des Fatimides installés au Caire, se déclare indépendante. En 1045, les Zirides régnaient sur l'ensemble du Maghreb.
C'est au cours de ces dynasties successives que les Juifs de Kairouan connaissent leur période la plus prospère. La communauté possède sa synagogue, une école talmudique dont le président arbore le titre de rosh kallah (dirigeant de l'assemblée), un cimetière, un fonds d'entraide aux pauvres ainsi que d'autres institutions. Elle se fait un devoir de racheter les Juifs captifs et envoie des subventions aux académies talmudiques babyloniennes de Soura et Poumbedita, servant en outre de relais dans la transmission des dons monétaires pour les académies en provenance des communautés d'Espagne. Cette position centrale permet aux représentants commerciaux des Juifs de Kairouan de percevoir l'argent de leurs débiteurs, en raison d'une coutume « existant depuis les temps les plus reculés ».

## Kairouan à l'ère des Gueonim
Les Sages de Kairouan entretiennent des relations épistolaires suivies avec les Gueonim (directeurs académiques) de Babylonie. C'est donc probablement à Kairouan que s'est rendu Natronaï ben Habibaï, candidat malheureux à la fonction d'exilarque (autorité temporelle suprême des Juifs de Babylonie) après sa défaite. Il y aurait écrit de mémoire une copie de l'entièreté du Talmud qu'il aurait envoyée à la communauté juive d'Espagne. 
Parmi les relations les plus notables, Natronaï ben Hilaï, gaon de Soura de 853 à 856, correspond avec les juges Nathan ben Hanina et Yehouda ben Yehouda ben Shaoul. En 880, c'est également vers le gaon de Soura, Zemah ben Hayyim (882-887) que se tournent les Juifs de Kairouan, lorsqu'un voyageur du nom d'Eldad ha-Dani attire l'attention par ses voyages fabuleux, mais aussi par ses expressions hébraïques et opinions en matière de loi juive inhabituelles ; le gaon les assure qu'ils ne doivent pas éprouver de malaise face à ces nouveautés. C'est probablement à Kairouan qu'Eldad rencontre l'un des pionniers de la philologie hébraïque, Juda ibn Quraysh de Tahert.
Au cours de la même période, Isaac Israeli ben Salomon, médecin et philosophe, entre au service de Ziyadat Allah III, le dernier prince aghlabide, puis du souverain fatimide Ubayd Allah al-Mahdi. Féru de science, il correspond avec le jeune Saadia ben Joseph, avant que celui-ci ne soit nommé gaon de Soura, en 928. Isaac Israeli forme également son disciple Dounash ibn Tamim, médecin et philologue réputé, qui aurait pu, selon Heinrich Graetz, créer à Kairouan un mouvement scientifique juif qui, de cette ville, se serait étendu dans des régions plus éloignées, n'eût été l'intolérance des Fatimides. Il y eut sans doute d'autres figures moins importantes, dont seul le nom et quelques œuvres ont traversé le temps. Al-Kairuwani mentionne un historien juif et Saadia Gaon évoque, dans son Sefer HaGalouï, un livre contemporain rédigé en hébreu par les Sages de Kairouan et traitant des « écrits apocryphes » (si la lecture faite de ce passage est correcte) qui se trouvaient en leur possession ; Saadia n'en donne cependant pas le nom, ni de citations.
Outre les sciences, la communauté de Kairouan compte également d'importants érudits du Talmud et de la littérature rabbinique qui y est associée. C'est probablement là qu'est effectuée vers 900 la seconde version des Halakhot Guedolot de Simeon Kayyara. L'exilarque déposé, Mar Oukba, qui y débarque en 920, a probablement contribué à la propagation de ces études. Reçu en grande pompe par les Juifs de Kairouan, il est rapidement placé à leur tête. Au temps de Sherira Gaon (930-1000), Zemah ben Mar Bahlul est le rosh kallah, suivi par Jacob ben Nissim ibn Shahin, auteur d'un commentaire en arabe sur le Sefer Yetsirah. La Lettre de Sherira Gaon, rédigée à l'intention de Jacob ben Nissim ibn Shahin, est l'une des pièces de correspondance les plus connues entre les deux académies ; Sherira y expose le processus d'élaboration de la Mishna, de la Tosefta et du Talmud de Babylone, ainsi qu'une chronique de l'ère talmudique.
Au tournant du XIe siècle, le centre talmudique voit son influence grandir de manière significative avec l'arrivée de Houshiel ben Elhanan. Qu'il ait été racheté par la communauté à des pirates, comme l'avance Abraham ibn Dawd Halevi ou soit simplement venu rendre visite à des amis en terre musulmane, comme le suggère une lettre autographe publiée par Solomon Schechter, il est certain qu'il est fait président de l'académie — probablement après la mort de Jacob ben Nissim — et que ses deux disciples, son fils Hananel ben Houshiel et Nissim ben Jacob dispensent un enseignement original, différent de celui des académies babyloniennes. Hananel est l'auteur d'un commentaire du Talmud inséré dans les éditions classiques, qui comporte les passages parallèles du Talmud de Jérusalem, dont l'étude avait été négligée. Nissim écrit pour sa part le Mafteah, un ouvrage méthodologique sur le Talmud, et un rituel de prières juives aujourd'hui perdu ; il contenait probablement des informations sur le rituel propre aux Juifs de Kairouan, dont les seuls éléments connus à ce jour sont que Nissim siégeait devant l'Arche sainte et que, à la suite de la lecture des portions de la section hebdomadaire de la Torah réservées au Cohen et au Lévi, on lui apportait les rouleaux de la Torah pour qu'il les lise, alors que toute autre personne devait au contraire se déplacer vers les rouleaux.

## Déclin et disparition de la communauté
Après la mort de Hananel et Nissim, vers 1050, l'académie se vide et les événements politiques ultérieurs désorganisent la communauté, ainsi que sa vie intellectuelle. En 1045, le souverain ziride Al-Muizz ben Badis (1015-1062) persécute les sectes « hétérodoxes », dont les Juifs, malgré l'intervention personnelle de Samuel ibn Nagrela, vizir du sultan de Grenade. En 1050, Kairouan est dévastée par les Hilaliens et les Banu Sulaym, dépêchés par les Fatimides d'Égypte. La communauté juive, fortement amoindrie, migre en majorité vers Tunis, ou vers Mahdia et Sousse.
Les Almohades, appelés à l'aide en 1207 par Hassan ibn Ali, le dernier des Zirides, nomment Abu Muhammed al-Hafs gouverneur de la province de Tunis. Durant le règle de sa dynastie, de 1236 à 1249, les Juifs de Kairouan connaissent un bref répit. Cependant, en 1270, au cours du règne d'Abu 'Abd-Allah Muhammed al-Mustansir Billah (1249-1277), Louis IX, dit saint Louis, entreprend une croisade contre Tunis. Le fanatisme religieux du prince et du peuple s'enflamme et se retourne particulièrement contre les Juifs de Kairouan et d'Hammamet. Sommés de choisir entre l'exil et la conversion, les Juifs abandonnent pour la plupart Kairouan. Certains se convertissent à l'islam ; leurs descendants vivraient encore à Kairouan et se distingueraient des autres musulmans par certaines coutumes, comme la fermeture des magasins le samedi. 
À partir de 1270, et jusqu'à la conquête de la Tunisie par la France, il est interdit aux Juifs et aux chrétiens de passer la nuit à Kairouan ou Hammamet, et un permis spécial délivré par le gouverneur est nécessaire pour y entrer le jour. Seules les tombes juives témoignent encore du florissant passé juif de Kairouan.